# Feketehasú csuszka
A feketehasú csuszka (Sitta azurea) a verébalakúak (Passeriformes) rendjébe, ezen belül a csuszkafélék (Sittidae) családjába tartozó faj.
A magyar név forrással nincs megerősítve.

## Előfordulása
Indonézia, Malajzia és Thaiföld területén honos. A természetes élőhelye szubtrópusi és trópusi síkvidéki és hegyi esőerdők.

## Alfajai
- Sitta azurea azurea Lesson, 1830
- Sitta azurea expectata (E. J. O. Hartert, 1914)
- Sitta azurea nigriventer (Robinson & Kloss, 1919)